# Durlan
I Durlan sono una razza extraterrestre immaginaria, composta da esseri mutaforma del pianeta Durla, come descritto nei fumetti della DC Comics.

## Storia
I Durlan sono tipicamente presenti nel XXX secolo della Legione dei Super-Eroi, ma sono anche occasionalmente presenti ai giorni nostri, come nella miniserie Invasione! in cui presero parte all'invasione della Terra.
Data la loro abilità di mutaforma che gli permetteva di mimare le altre razze, la maggior parte degli abitanti della galassia temeva e sfiduciava i Durlan. Fu mostrato che la loro abilità mimetica poteva essere disabilitata da una malattia (come nel caso di R. J. Brande), e da un'estrema dose di radiazioni (come accadde con Chameleon Boy mentre si trovava su Takron Galtos, ma che furono più tardi ricostituiti dopo la sua immersione nell'energie di un antico santuario Durlano).
Una volta un'avanzata società tecnologica, distrussero la loro stessa civiltà in una guerra che durò solo sei minuti (la "guerra di sei minuti"). Da allora, Durla divenne un deserto, e il suo popolo visse in uno stato simile ai barbari, utilizzando l'abilità mutaforma per sopravvivere. Pochi noti Durlan scapparono dal pianeta e fecero cose più grandi, inclusi R. J. Brande e Chameleon Boy. Anni prima nel passato, visitarono la Terra e si finsero Dei greci.

## Post-Ora Zero
Comparvero in storie post-Ora Zero e storie rinnovate, e lo stesso pregiudizio verso di loro fu portato ai giorni presenti, sebbene i dettagli del passato di Durla non furono rivelati o confermati. Un Durlan di cui si ha notizia conosciuto come Von Daggle, è comparso in Green Lantern Corps, come leader dei Cadaveri, un'unità segreta fondata da un Guardiano dell'Universo ribelle per (a detta di Daggle) "fare il lavoro più pesante" (cioè, il lavoro sporco).
Nell'universo post-52 la genetica e la tecnologia Durlan furono viste come fonte di alcuni poteri di una squadra cinese, i Great Ten.